# Чэн Вэнь
Чэн Вэнь (кит. упр. 程文, пиньинь Chéng Wén; род. 6 апреля 1989) — китайский легкоатлет, призёр Азиатских игр.
Родился в 1989 году в Биньчжоу провинции Шаньдун. В 2012 году принял участие в Олимпийских играх в Лондоне, где стал 6-м на дистанции 400 м с барьерами. В 2014 году стал бронзовым призёром Азиатских игр.